# تکش (مجارستان)
تِکِش (به مجاری:  Tékes) یک سکونتگاه مسکونی در مجارستان است که در بارانیا واقع شده‌است.